# Malouetia tamaquarina
Espèce
Classification APG III (2009)
Statut de conservation UICN

 LC  : Préoccupation mineure
Synonymes
- Cameraria tamaquarina Aubl. - Basionyme
- Malouetia furfuracea Spruce ex Müll. Arg.
- Malouetia guianensis Klotzsch
- Malouetia obtusiloba A. DC.
- Malouetia odorata (Vahl) A. DC.[1]

Malouetia tamaquarina est une espèce de plantes à fleurs de la famille des Apocynaceae (famille des pervenches). Il s'agit de l'espèce type du genre Malouetia A.DC.. C'est un arbuste ou un petit arbre néotropical.
En Guyane, elle est connue sous les noms de Bois-cuillère (Créole), Couillé-epcou (Wayana), Yukigl (Palikur), Paluke (Wayãpi), Bala tiki (Boni), Boueni-mango, Liba-mango (Nenge tongo).
Au Suriname, elle est connue comme Oonsé balli (Arawak), Jaramiloerang (Karib).
Au Guyana, on l'appelle Kirikahii (Créole), Eneko ikïkaï (Wittoto).
Au Venezuela, elle porte les noms de Palo de boya, Boya rebalsera, Guachimaca (Espagnol), et Jimajeru (Guarao).
Au Brésil, elle est appelée Molongó (Portugais). 
Ailleurs, elle porte aussi le nom de Chicle (Espagnol).

## Étymologie
Le nom de genre Malouetia rend hommage à Pierre-Victor Malouët (1740-1814), planteur de sucre de Saint-Domingue, ordonnateur de Guyane entre 1776 et 1778, et homme politique français pendant la période de la Révolution.
L'épithète spécifique tamaquarina se réfère au nom vernaculaire amérindien Garipon.

## Description
Malouetia tamaquarina est un arbuste ou un petit arbre haut de 3–10(–20) m pour 15 cm de DHP. 
Le tronc est grisâtre, à base droite. 
Le latex est laiteux et abondant.
Le rhytidome est lisse, de couleur brun clair, brun rougeâtre à noire, densément parsemée de lenticelles vertes.
Le phloème est de couleur café à rougeâtre, et l'aubier de couleur crème.
Le bois est jaunâtre. 
Les feuilles simples, opposées, sont de forme oblongues à ovales-elliptiques avec l'apex courtement acuminé, et la base obtuse.
Le limbe décoloré, mesure 5-15 x 1,5-7 cm.
La face abaxiale, est glabre et porte souvent des domaties le long de la nervure médiane.
Les nervures sont marquées sur les deux faces.
Les pétioles, longs de 0,2-0,4 cm, légèrement canaliculés, sont plus ou moins brillants dessus.
Ses inflorescences axillaires et terminales comportent jusqu'à 10 fleurs parfumées. 
Les pédicelles glabres sont longs de 1 à 2(3,5) cm. 
Le calice n'atteint que 1/3 de la longueur du tube de la corolle.
Les dents des sépales, imbriquées ou quelque peu étalées, obtuses ou courtement acuminées, pubescentes à l'extérieur, sont de forme ovales à lancéolés, mesurent environ 2 mm de long sur 1,5 mm de large, et porte 2 collétères à sa base intérieure.
Le tube de la corolle est glabre (sauf quelques poils sous les étamines), de couleur verdâtre à brun rougeâtre, long de (6)10-12(13) mm pour 2 mm de large à la base et 1 mm dans la gorge.
Le pavillon, d'abord blanc, puis devenant jaunâtre, orangé à violet clair avec l'âge, est composé de 5 lobes, étalés et réfléchis, de forme ovales à lancéolés, longs de 8 à 10(20) mm pour 3-4 mm de large (généralement plus de 2 fois plus longs que larges), densément pubescents courts sur le dessus, finement en dessous.
Les étamines  épipétales portent des anthères densément pubescentes à barbelées sur la face dorsale, sont longues de 5 mm, et exsertes, émergent aux 2/3 de la corolle, les pointes dressées ou recourbées. 
L'ovaire densément hirtelleux est plus large que le disque. 
Le fruit est méricarpe composé d'une paire de follicules déhiscents, épais, courbés, glabres, striés mais non côtelés, divergents d'environ 30°, mesurant (25)30-35 x 0,4-1 cm, et contenant de nombreuses graines. 
Les graines sont glabres ou à pubescence clairsemée, et mesurent de (3)3,5 à 4,5 cm de long, pour environ 3-5 mm d'épaisseur,,,.

## Répartition
Malouetia tamaquarina est présente en Amazonie, :
- dans le nord (y compris l'Amazonie du Venezuela, la Colombie, le Guyana, le Suriname, la Guyane, et le bassin supérieur du Rio Negro au nord du Brésil),
- dans l'ouest (des pentes orientales des Andes jusqu'à la partie occidentale de l'Amazonie brésilienne, y compris l'Amazonie équatorienne, péruvienne, bolivienne et sud-colombienne, et l'État d'Acre au nord-ouest du Brésil)
- et dans le centre (de la frontière ouest du Brésil au bassin du Rio Tapajós).

## Écologie
Au Brésil, Malouetia tamaquarina est un arbre occasionnel des forêts à canopée basse. 
Il affectionne aussi bien les várzea basses (forêts inondées à plus de 3 m de hauteur, avec une période d'inondation moyenne de plus de 50 jours par an),
que les várzea hautes (forêts inondées à moins de 3 m de hauteur, avec une période d'inondation moyenne de moins de 50 jours par an),
et les Igapó (forêts inondées d'eaux noires et de Río de aguas blancas (es), par exemple le long des Rio Negro, Rio Tapajós et Rio Xingú),
jusqu'aux forêts amazoniennes de terre ferme (non inondées).
C'est une espèce de succession tardive, apparaissant parmi des arbres âgés de plus de 150 ans.
Avec sa hauteur moyenne de 15-20 m, elle occupe l'étage moyen dans la stratification forestière, parmi les arbres de 15-25 m.
Son feuillage est persistant : il ne présente pas de perte de feuilles remarquable. 
Son bois léger a une densité de 0,31-0,41 g/cm3.
Sa croissance moyenne de DHP est de 3,1 ± 0,6 mm/an (on peut estimer l'âge d'un arbre en divisant son diamètre mesuré sur le terrain par cette valeur).
Au Venezuela, on le rencontre souvent le long des cours d'eau autour de 100 m d'altitude, dans les forêts ripicoles des basses terres, les forêts marécageuses et saisonnièrement inondées.
Malouetia tamaquarina est une des principales espèces dominantes des parties basses des forêts marécageuses du bassin du Sinnamary en Guyane (26-15% de la surface terrière totale). 
Elle fleurit dans les Guyanes, de septembre à janvier, et fructifie de janvier à mai. 
Malouetia tamaquarina est une espèce à croissance lente, potentiellement sensible à la surexploitation.

## Utilisation
L'extrait de feuilles de Malouetia tamaquarina est un des ingrédients communs dans les recettes d'Ayahuasca.
Malouetia tamaquarina est aussi employée comme poison de pêche en Amazonie du Pérou à la Colombie.
Le latex blanc très abondant est utilisé comme adultérant du latex d'hévéa.
Les graines très toxiques sont utilisées pour tuer des chiens ,. 
C'est un ingrédient de certains curares qui provoquent la mort en bloquant la fonction respiratoire.
Le bois blanc, tendre et léger de Malouetia tamaquarina est employé pour sculpter de petits objets artisanaux : cuillères, flotteurs pour la pêche (bouchons, bouées), tabourets, etc. Les copeaux du bois sont utilisés pour allumer le feu.
Les propriétés antimicrobiennes d'extraits de Malouetia tamaquarina ont été testées : on a observé des effets sur Candida albicans.
On a aussi testé ses propriétés antitumorales et anti-HIV : l'extrait de tige et de feuille a présenté une activité cytotoxique.
Le latex hautement toxique, provoque des dermatites.

## Chimie
Malouetia tamaquarina contient des alcaloïdes (dont des alcaloïdes stéroïdiques), des tanins, des acides et des phénols. La racine contient 0,71 % d'alcaloïdes exprimés sur une base sèche. L'extrait total de racine a montré une action hypotensive de type muscarinique. L'analyse n'a pas démontré d'action curative. La DL50 chez le rat a été mesurée à 7,72 g/kg.

## Protologue

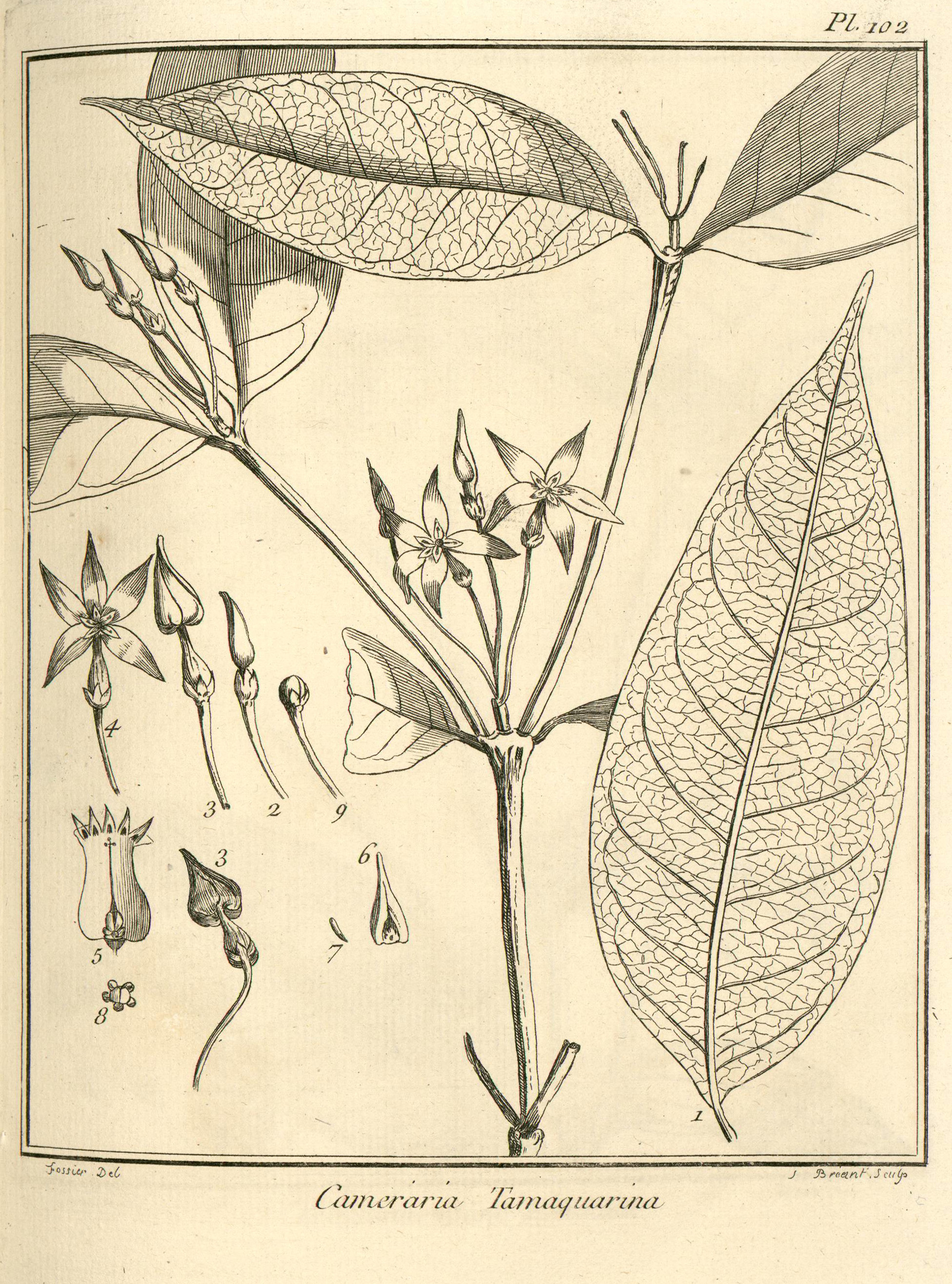
Malouetia tamaquarina par Aublet (1775)
Planche 102. - Les feuilles ſont représentées de grandeur naturelle, ainſi que les fleurs. - 1. Feuille de grandeur naturelle. - 2. Bouton de fleur. - 3. Bouton de fleur prêt a s'épanouir. - 4. Corolle. - 5. Corolle couple & ouverte. Étamines. Diſque. Ovaire. Style. Stigmate. - 6. Feuillet qui porte l'étamine. - 7. Anthère. - 8. Diſque. Ovaire vu de face. - 9. Calice. Ovaire.

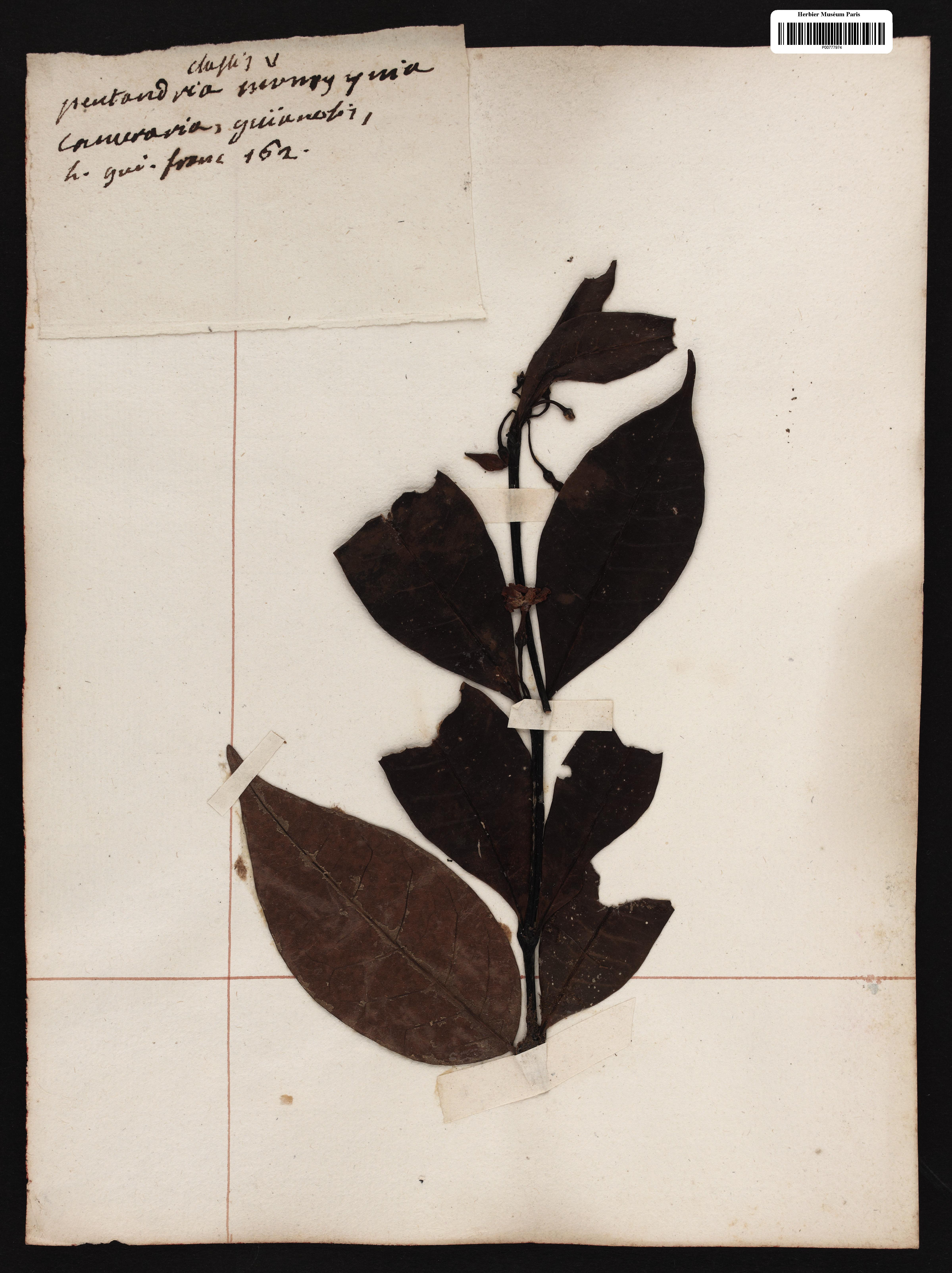
échantillon type de Cameraria guianensis Aubl. (syn. de Malouetia guianensis (Aubl.) Miers ≡ Malouetia tamaquarina (Aubl.) A.DC.

En 1775, le botaniste Aublet propose le protologue suivant : 
« CAMERARIA (Tamaquarina) foliis ovato-oblongis, acuminatis ; floribus amplis, luteis, odoratis. (Tabula 102.)

Frutex, trunco quatuor aut quinque-pedali, ramos plures, nodoſos, folioſos, verſus ſummitatem emittente. Folia oppoſita, ovato-oblonga, in acumen longum deſinentia, glabra, integerrima, brevi petiolata. Flores corymboſi, terminales, & intrà bifurcationem ramulorum. Corolla ampla, lutea, odorem gratum ſpargit. 
Florebat Maio. 
Habitat ad ripam amnis Galibienſis. 

Nomem Caribæum TAMAQUARINA. »

« LE CAMERIER à grande fleur jaune. (Planche 102.)
Le tronc de cet arbrisseau a environ trois ou quatre pieds de hauteur, ſur quatre à cinq pouces de diamètre. Son écorce eſt verdâtre, liſſe. Son bois eſt blanc. Il pouſſe de longues branches droites, noueuſes & rameuſes. Elles ſont garnies de feuilles deux à deux, oppoſées & diſpoſées en croix. Celles-ci ſont vertes, liſſes, ovales, terminées par une longue pointe. Les feuilles qu'on a représentées ſont de grandeur naturelle, ainſi que les fleurs, leſquelles naiſſent dans les diviſions des branches & des rameaux, & à leur extrémité du milieu des deux feuilles qui les terminent. Les fleurs ſont par bouquets, portées chacune ſur un long pédoncule. Le calice eſt d'une ſeule pièce arrondie, & diviſée en cinq petites parties épaiſſes.
La corolle eſt monopétale, jaune. C'eſt un tube renflé à ſa baſe, & plus grêle à ſon ſommet, ou il eſt comme étranglé. Son limbe eſt partagé en cinq lobes longs & aigus, qui, avant de s'épanouir, ſe recouvrent par un côte les uns ſur les autres.
Les étamines ſont au nombre de cinq petits feuillets, attachés à la paroi ſupérieure & interne du tube, dont ils bouchent l'orifice. Ces feuillets en deſſous portent chacun une anthère à deux bourſes. 
Le piſtil eſt un ovaire placé ſur un diſque jaunâtre à cinq petites éminences arrondies. 
L'ovaire eſt ovoïde, à deux ventres ſépares par un ſillon, Il eſt ſurmonté par un style, termine par un stigmate à trois ou quatre petites crénelures. Je n'ai pas rencontre l'ovaire dans ſa maturité. 
Toutes les parties de cet arbriſſeau entamées ou déchirées rendent un ſuc laiteux. La fleur exhale une odeur douce & agréable. 
II eſt nommé TAMAQUARINA par les Garipons. 
Je l'ai trouvé ſur les bords de la crique des Galibis. 
J'ai eu occaſion d'en obſerver dans le même lieu une autre eſpèce  [ CAMERARIA guianenſis Aubl. ≡ Malouetia guianensis (Aubl.) Miers, considéré comme synonyme de M. tamaquarina (Aubl.) A.DC. ]  qui diffère par ſes feuilles moins grandes, & par ſes fleurs qui  naiſſent de l'aiſſelle des feuilles. Ces fleurs ſont plus petites, jaunes, & leur odeur eſt agréable. Je n'ai pu voir l'ovaire dans ſa maturité. 
Cet arbriſſeau rend un ſuc laiteux.
Ces deux eſpèces étoient en fleur dans le mois de Mai. »

— Fusée-Aublet, 1775.

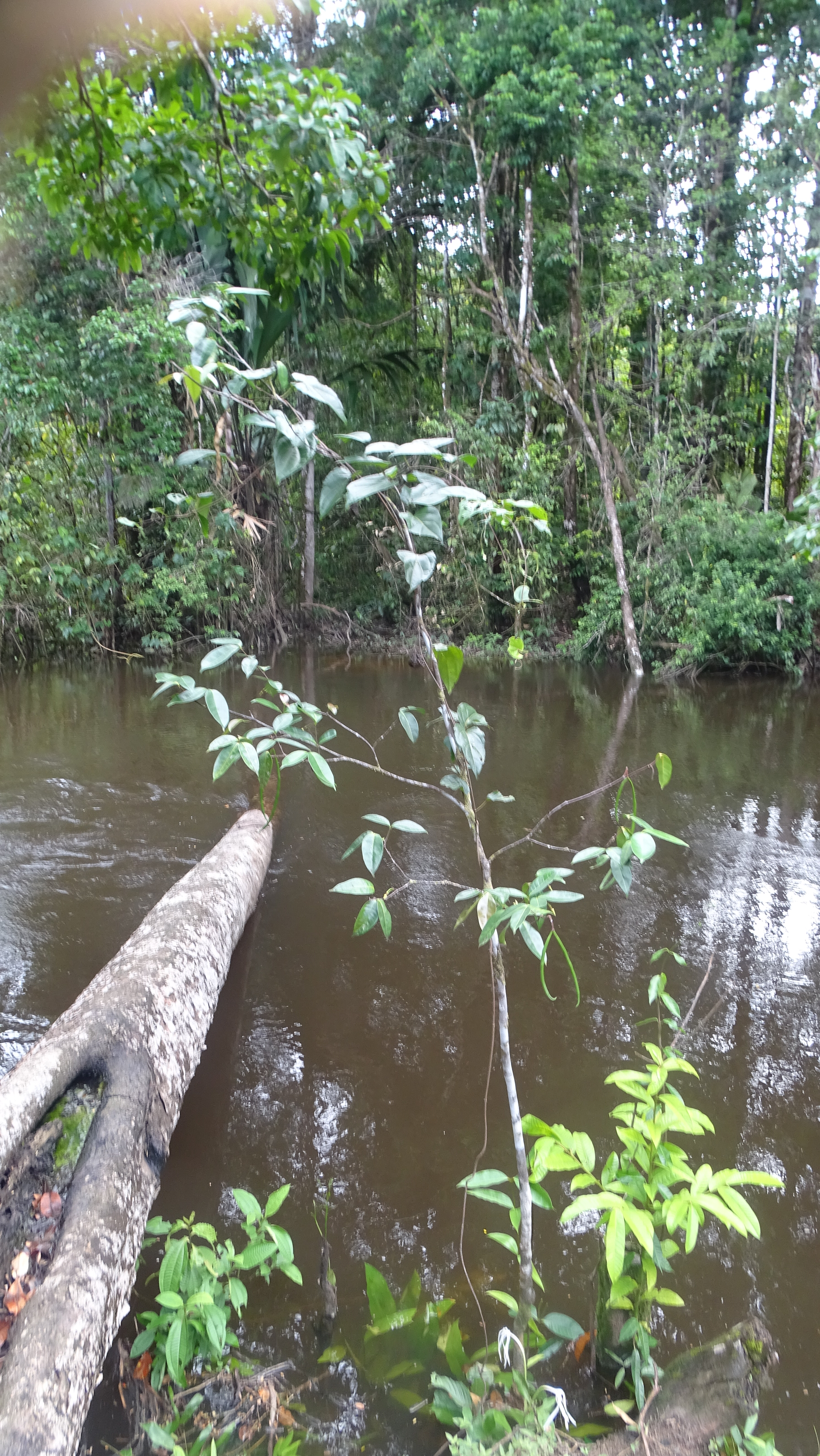
Pied de Malouetia tamaquarina au bord de la Mataroni (Régina, Guyane)
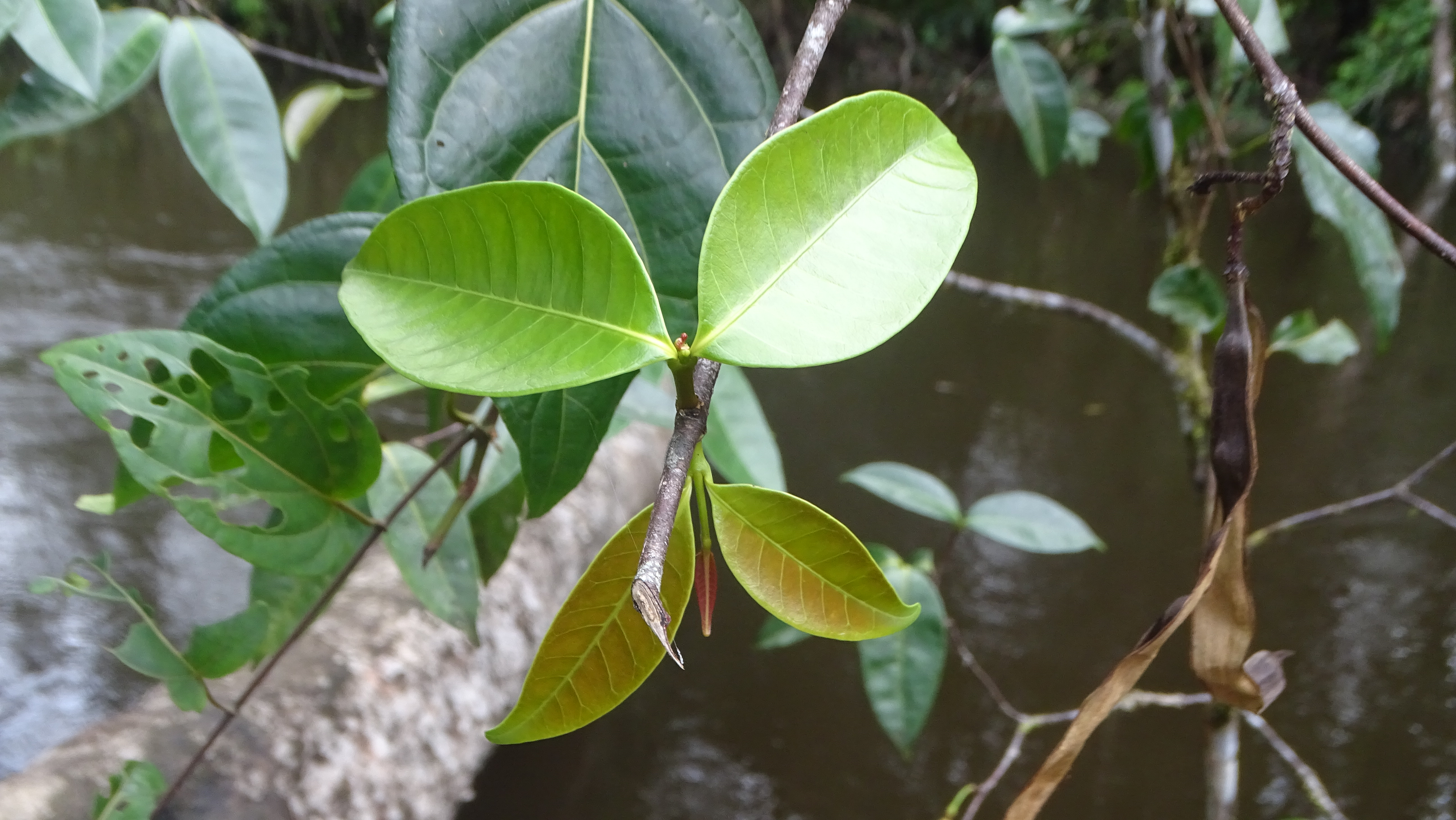
Jeunes feuilles de Malouetia tamaquarina
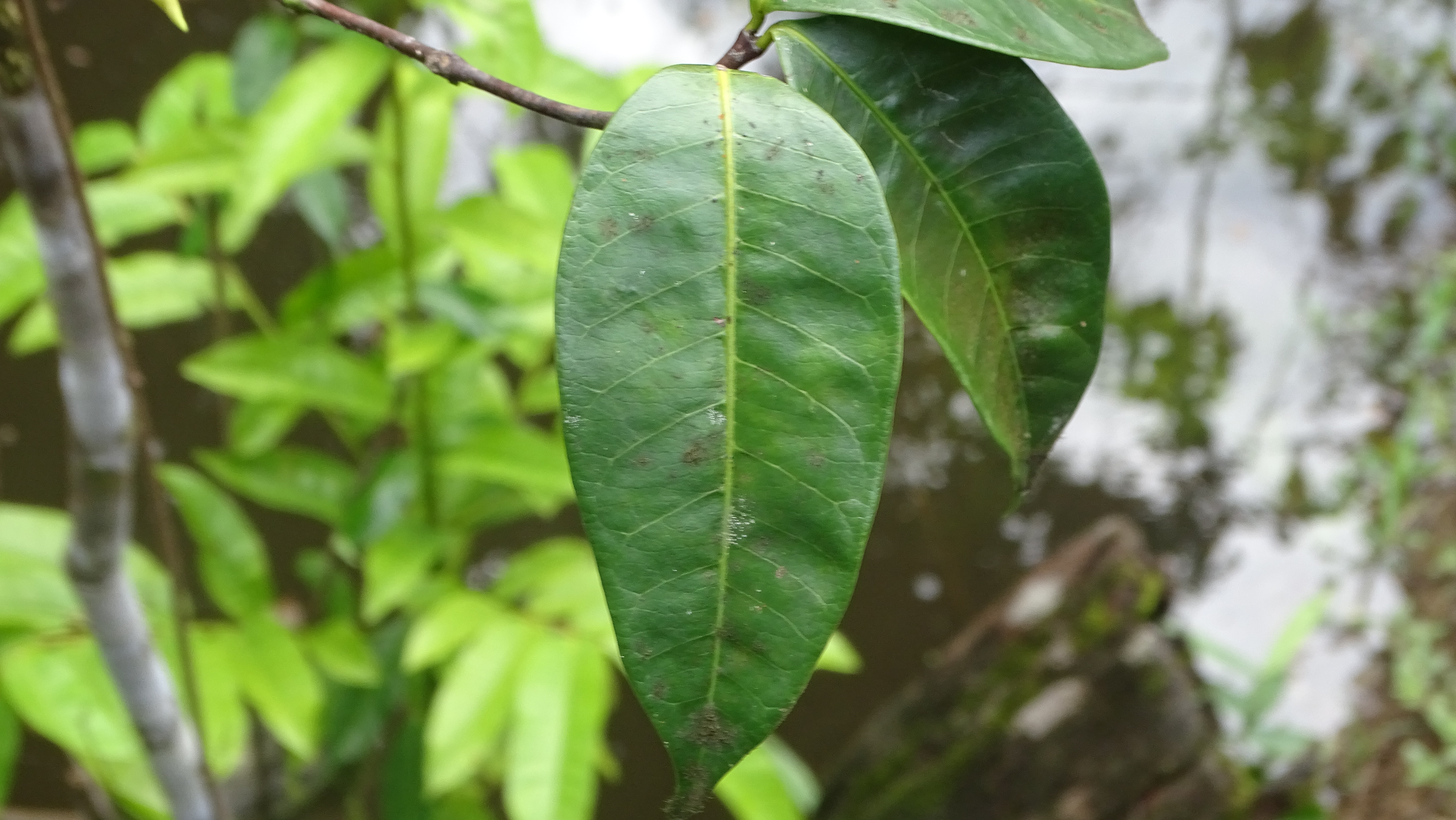
Feuilles de Malouetia tamaquarina (face supérieure)
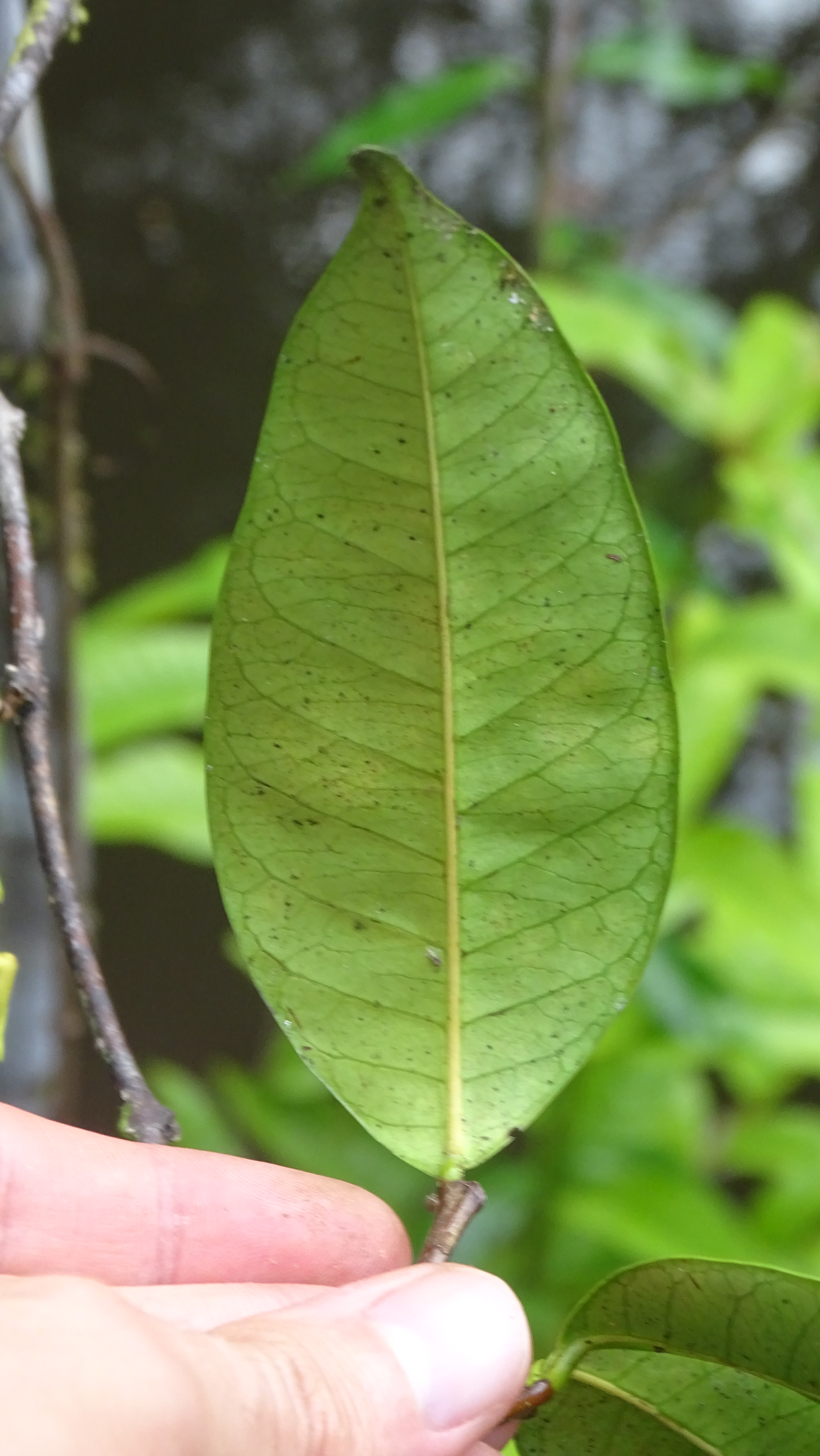
Feuille de Malouetia tamaquarina (face inférieure)
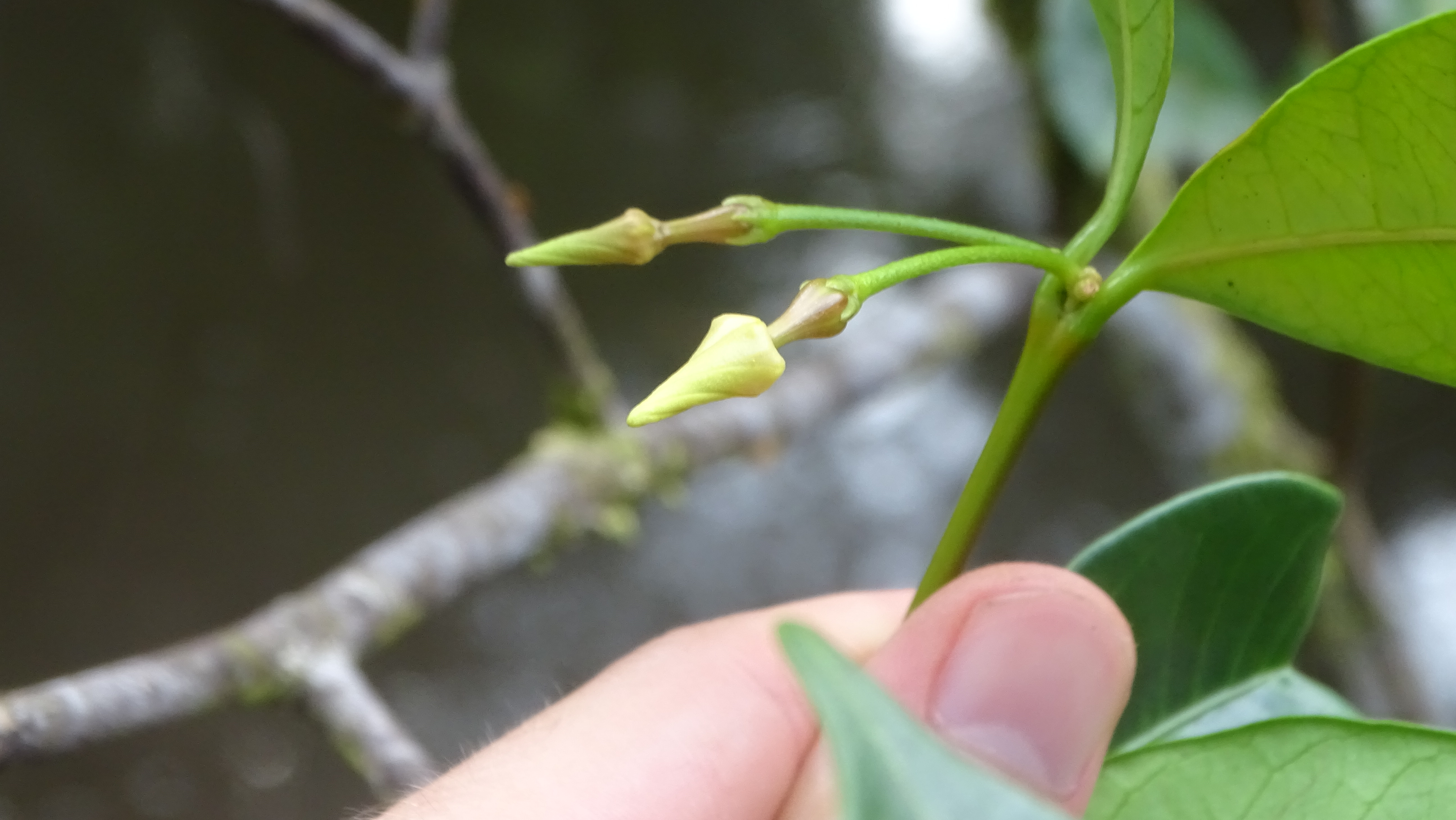
Boutons floraux de Malouetia tamaquarina
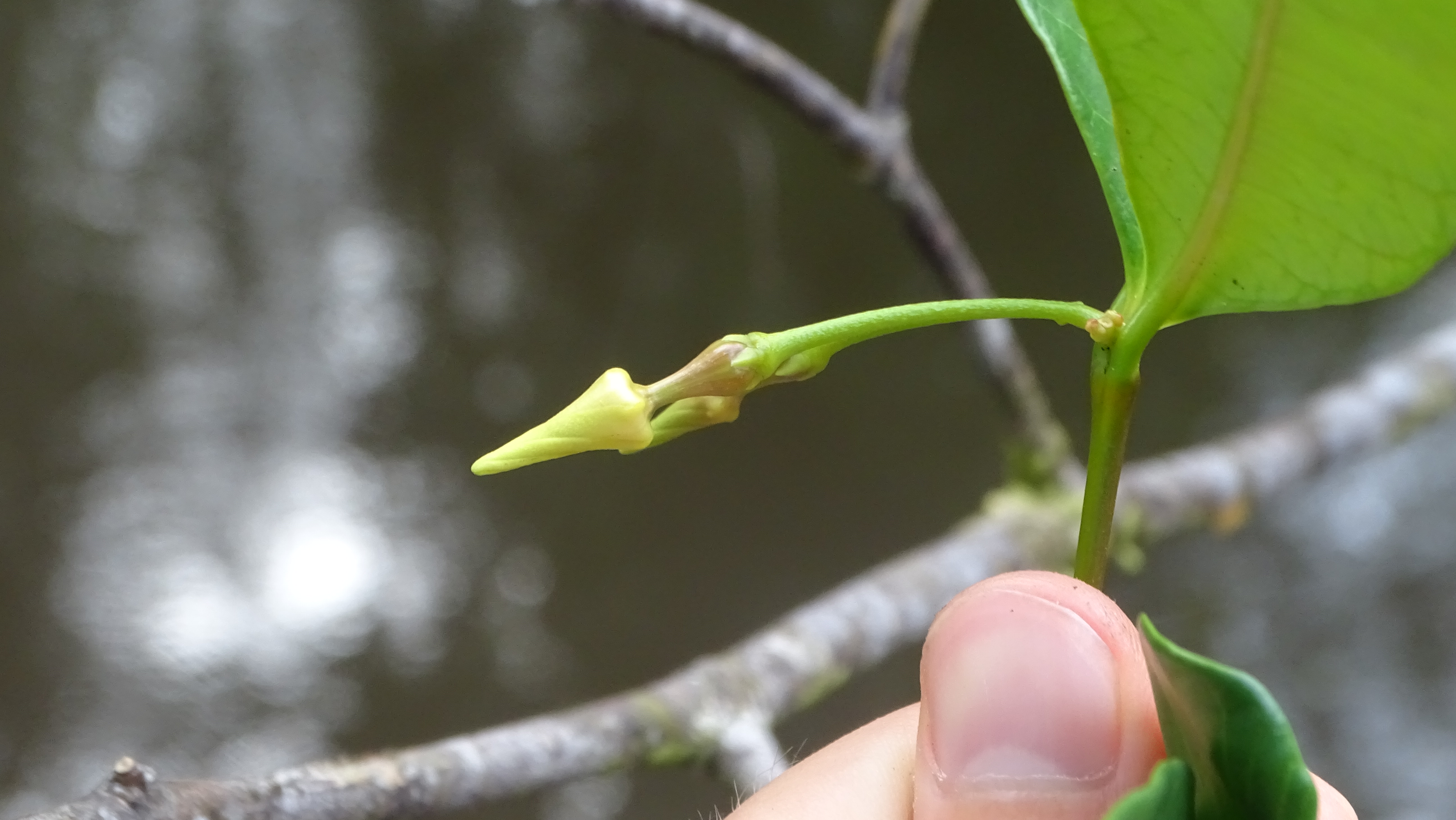
Boutons floraux de Malouetia tamaquarina
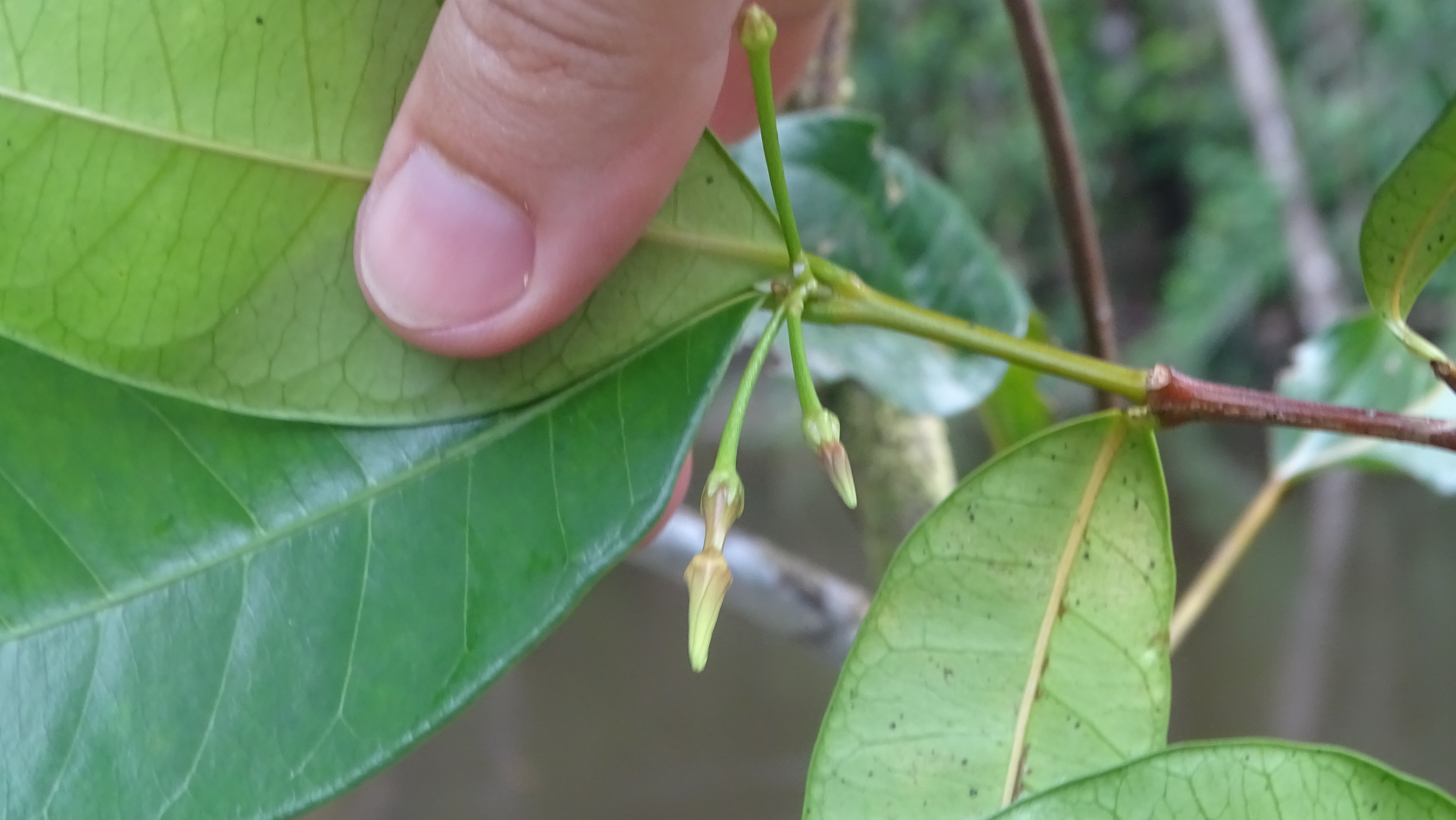
Boutons floraux de Malouetia tamaquarina
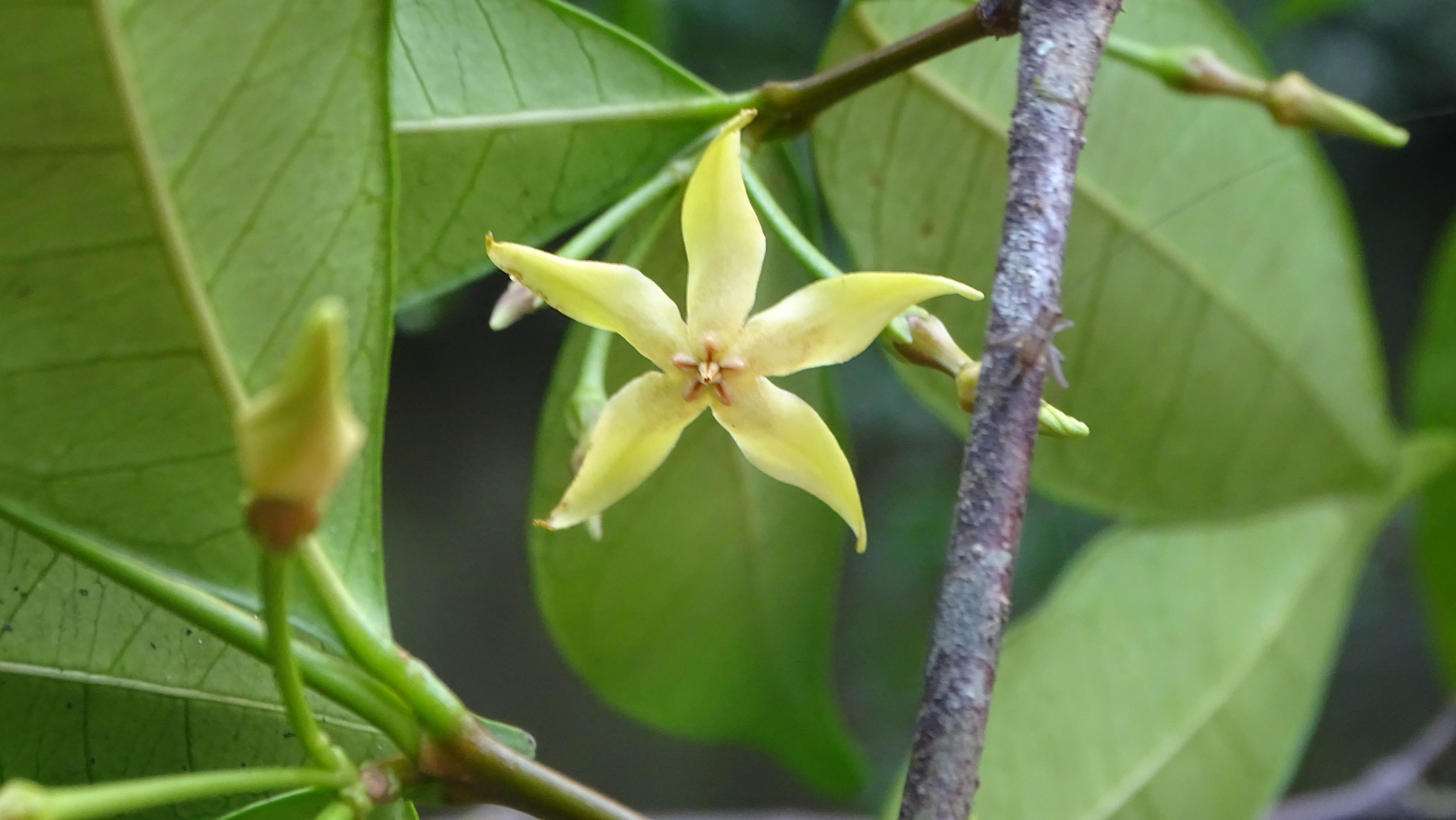
Fleur de Malouetia tamaquarina
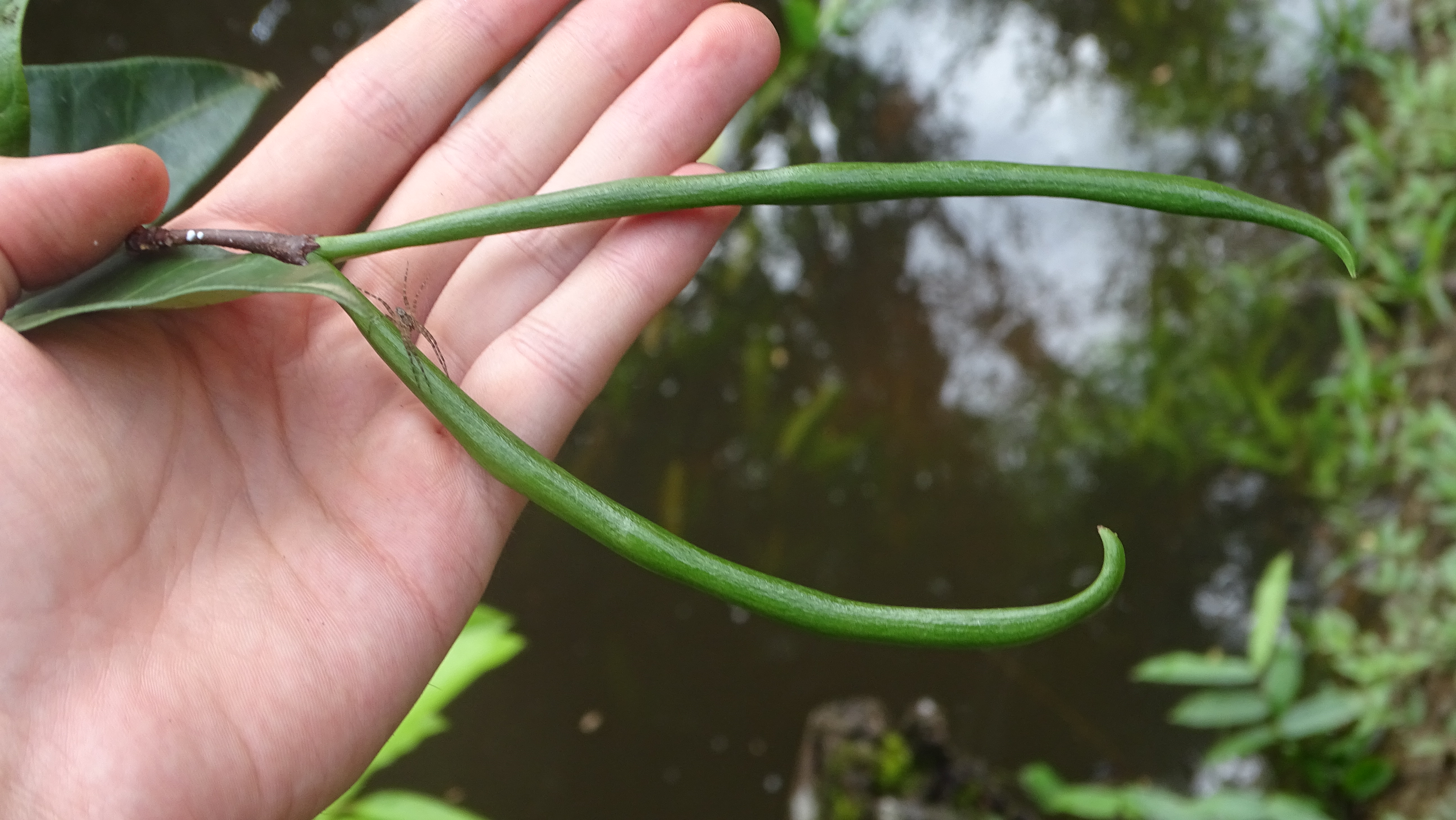
Fruit immature de Malouetia tamaquarina
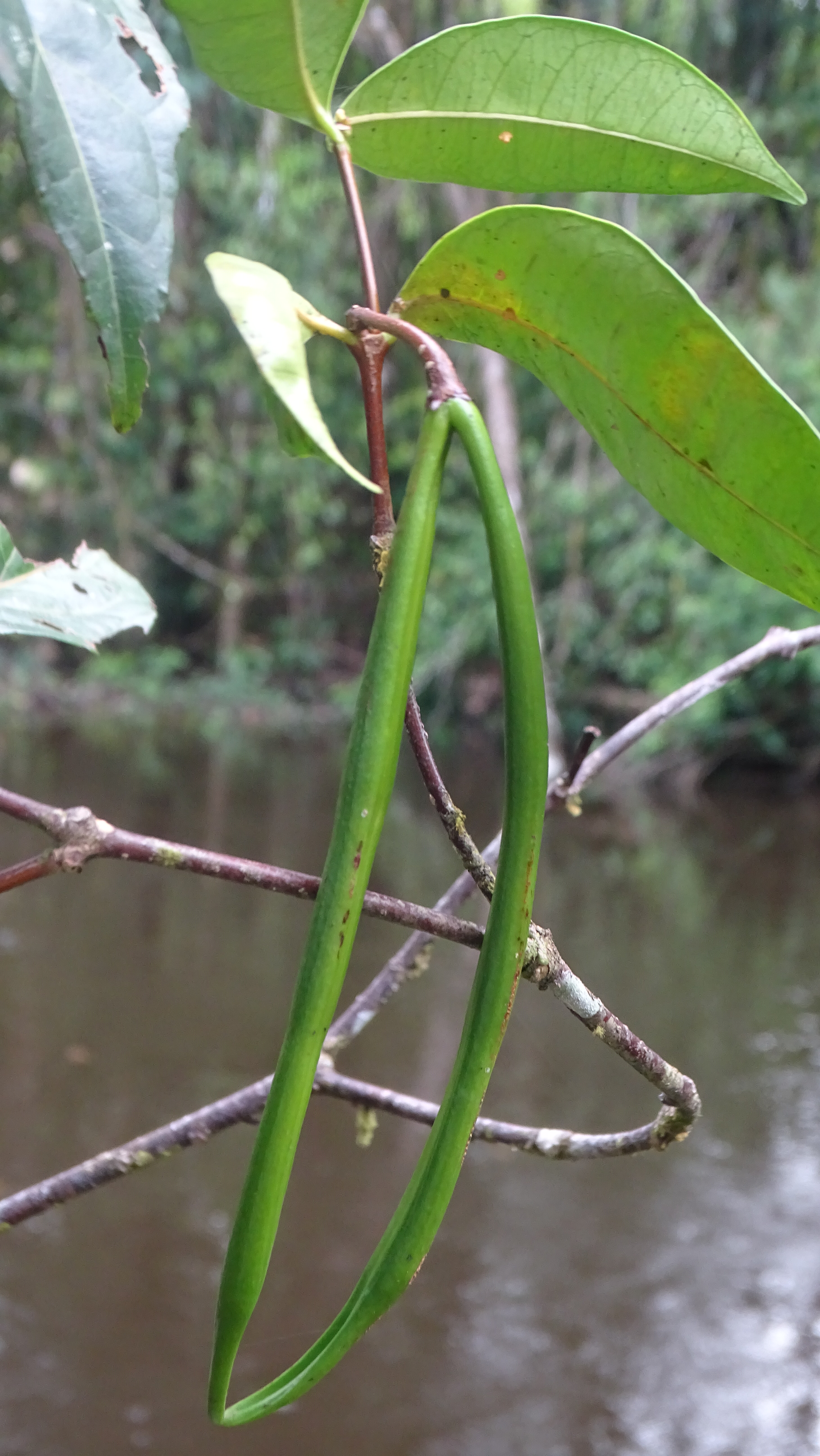
Fruit immature de Malouetia tamaquarina
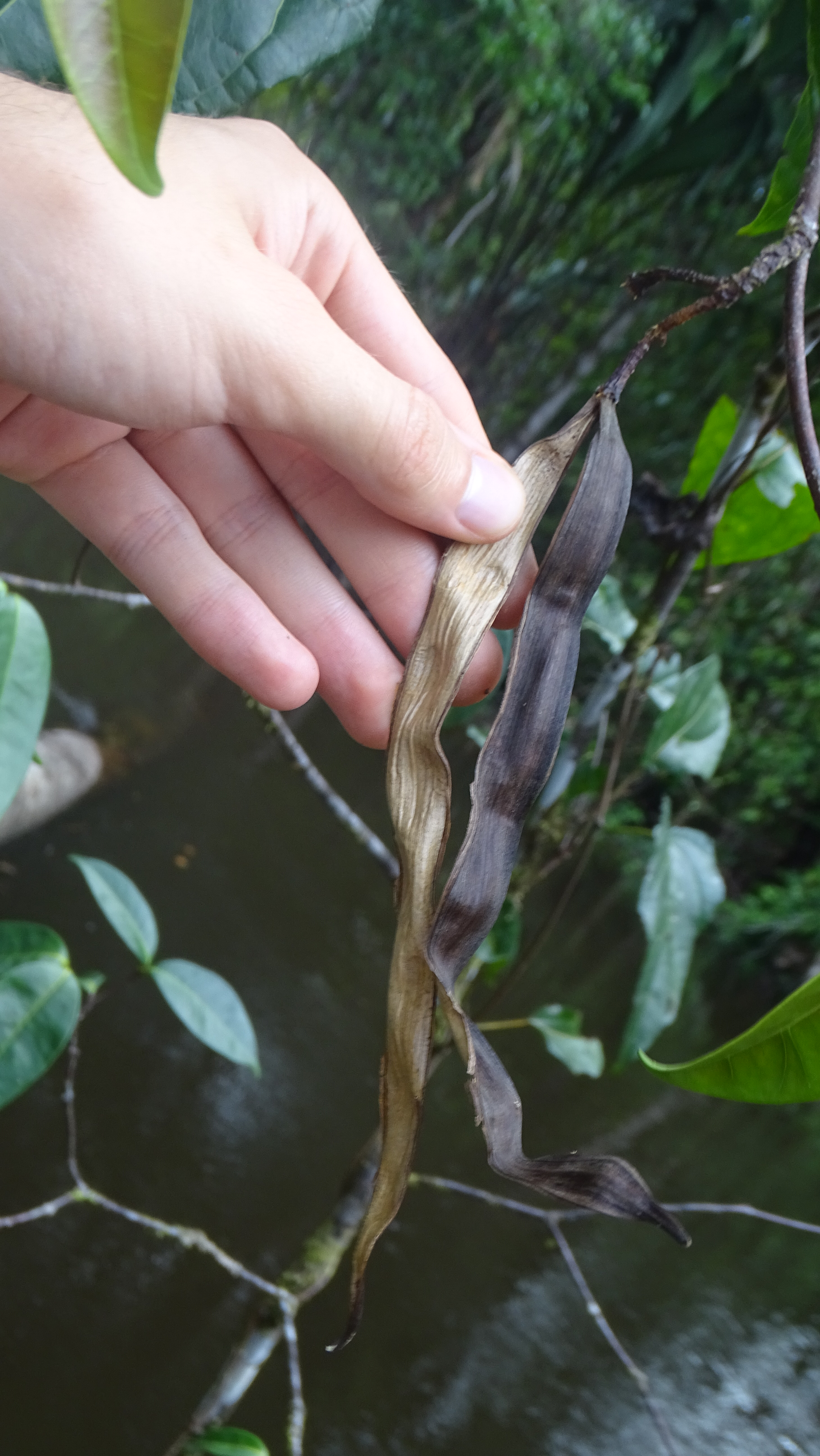
Fruit passé de Malouetia tamaquarina
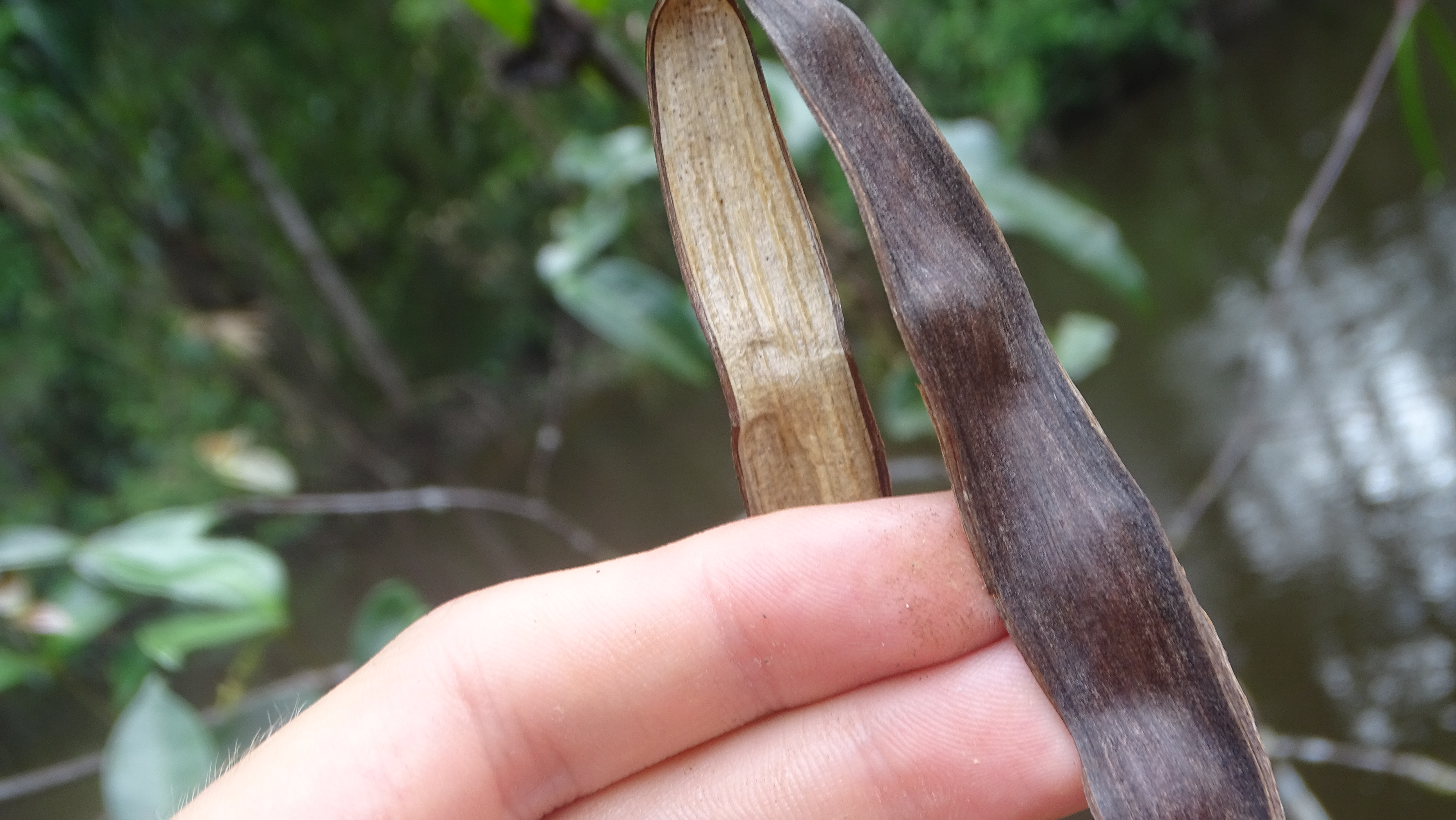
Fruit passé de Malouetia tamaquarina